# 임실군·남원군·순창군
임실군·남원군·순창군은 대한민국의 옛 국회의원 선거구이다. 당시 전라북도 임실군, 남원군, 순창군 지역을 관할했다.

## 역사
제9대 국회의원 선거를 앞두고 임실군·순창군 선거구와 남원군 선거구가 통합되면서 신설되었다.
1981년 7월, 남원군 남원읍이 남원시로 승격되었다. 이에 제12대 국회의원 선거를 앞두고 남원시·임실군·남원군·순창군 선거구로 개편되었다.

## 역대 국회의원
| 선거   | 정당 | 정당       | 1위 의원 | 정당 | 정당       | 2위 의원 |
| ------ | ---- | ---------- | -------- | ---- | ---------- | -------- |
| 1973년 |      | 무소속     | 손주항   |      | 신민당     | 양해준   |
| 1978년 |      | 민주공화당 | 설인수   |      | 무소속     | 손주항   |
| 1981년 |      | 민주정의당 | 양창식   |      | 민주한국당 | 이형배   |

## 역대 선거 결과

### 대한민국 제9대 국회의원 선거
|  | 36.48% |

|  | 30.27% |

|  | 25.13% |

|  | 8.09% |

### 대한민국 제10대 국회의원 선거
|  | 37.33% |

|  | 25.74% |

|  | 23.47% |

|  | 5.88% |

|  | 3.64% |

|  | 2.90% |

|  | 1.01% |

### 대한민국 제11대 국회의원 선거
|  | 42.42% |

|  | 18.93% |

|  | 17.32% |

|  | 13.31% |

|  | 8.00% |